# Pseudolachnostoma
Pseudolachnostoma é um género de plantas com flores pertencentes à família Apocynaceae.
A sua distribuição nativa vai da a América Central à América do Sul tropical.
Espécies:
- Pseudolachnostoma bernardii Morillo
- Pseudolachnostoma brasiliense (Schltr.) Morillo
- Pseudolachnostoma cynanchiflorum (Woodson) Morillo
- Pseudolachnostoma parviflorum Morillo
- Pseudolachnostoma reflexum (Hemsl.) Morillo
- Pseudolachnostoma schunkei Morillo
- Pseudolachnostoma sucrense Morillo
- Pseudolachnostoma woytkowskii Morillo